# Les Molleres
|  | Per a altres significats, vegeu «Dolmen de les Molleres». |

Les Molleres és un mas al terme de Sant Joan les Fonts (la Garrotxa) a l'oest del Volcà de la Canya.

## Arquitectura
És una casa de planta rectangular amb el teulat a dues aigües i les vessants vers les façanes laterals. Va ser bastit amb pedra volcànica i pedra poc escairada llevat dels cantoners i dels carreus que emmarquen algunes obertures. Disposa de baixos, pis i golfes. Posteriorment es construïren diferents cossos annexos al mas, desfigurant la fàbrica primitiva. Cal destacar la façana de migdia amb una arcada de punt rodó a la cabana, dues finestres rectangulars amb llinda de fusta i carreus tallats, i quatre badius a les golfes. Davant del mas es conserva una senzilla i antiga pallissa bastida amb pedra volcànica composta de baixos i pis. L'estat actual del mas és totalment ruïnós.

## Història
La seva etimologia arrenca de la paraula llatina "mollere", usada en plural que té el significat de camps o terres esponjoses. En l'acta de consagració de la parròquia de Sant Esteve de la vall de Bianya (any 985) aquest mas se cita amb el nom de "locum quae vokant Moleria". Va tributar al priorat de Sant Joan les Fonts i al benefici instituït en l'altar de Sant Josep de l'església parroquial de Sant Esteve d'Olot des de l'any 1492. Hereus d'aquest mas foren: Marquesa (1233), Maria (1372), Beatriu (1375), Guillem (1389), Pere (1418), Miquel (1492) etc. fins a arribar a Gaspar (1836 - 1861).